# Heinz Unbehauen
Heinz Unbehauen (Stuttgart, 7 de outubro de 1935 – Bochum, 1 de maio de 2019) foi um engenheiro alemão.
Trabalhou com engenharia de controle e automação.

## Obras
- Regelungstechnik, Vieweg/Teubner, 3 Volumes
  - Volume 1: Klassische Verfahren zur Analyse und Synthese linearer kontinuierlicher Regelsysteme, Fuzzy-Regelsysteme, 14. Auflage 2007
  - Volume 2: Zustandsregelungen, digitale und nichtlineare Regelsysteme, 9. Auflage 2007
  - Volume 3: Identifikation, Adaption, Optimierung, 7. Auflage 2011
- Regelungstechnik: Aufgaben, Vieweg 1992
- com N. M. Filatov: Adaptive dual control: theory and applications, Springer Verlag 2004
- com Ganti Prasada Rao: Identification of continuous systems, North Holland 1987
- com Erich Linck: Dynamische Modelle und Simulation von Dampfüberhitzern, VDI Verlag 1971
- Stabilität und Regelgüte linearer und nichtlinearer Regler in einschleifigen Regelkreisen bei verschiedenen Streckentypen mit P- und I-Verhalten, VDI Verlag 1970